# Neverwinter (jeu vidéo)
Neverwinter est un jeu vidéo de type MMORPG développé par Cryptic Studios et édité par Perfect World Entertainment, sorti en 2013 sur Windows, PlayStation 4 et Xbox One.